# إريك أندرسون (كرة سلة)
إريك أندرسون (بالإنجليزية: Eric Anderson)‏ مواليد 26 مايو 1970 في شيكاغو، هو لاعب كرة سلة أمريكي معتزل. بدأ مسيرته الاحترافية في سنة 1992. يبلغ طوله 6 قدم 9 بوصة (2.1 م). حقق المركز الأول في الألعاب الجامعية الصيفية 1991. اعتزل اللعب في 1998.

## المسيرة الاحترافية
لعب مع نيويورك نيكس من سنة 1992 إلى 1994، ثم لعب مع نادي أندورا لكرة السلة في الدوري الإسباني في موسم 1994–1995، ثم لعب مع بالاكانسترو فاريزي في الدوري الإيطالي في سنة 1996، ثم لعب مع غلطة سراي لكرة السلة في الدوري التركي في سنة 1996، ثم لعب مع فابريانو باسكت في موسم 1996–1997.

## الميداليات
| الميدالية | المسابقة                      |
| --------- | ----------------------------- |
| ذهبية     | الألعاب الجامعية الصيفية 1991 |

## روابط خارجية
- إريك أندرسون على موقع إن بي أي (الإنجليزية)
- إريك أندرسون على موقع سبورتس رفرنس (الإنجليزية)
- إريك أندرسون على موقع الدوري الإسباني لكرة السلة (الإسبانية)
- إريك أندرسون على موقع كرة السلة الأوروبية.كوم (الإنجليزية)
- إريك أندرسون على موقع كلية كرة السلة في سبورتس رفرنس.كوم (الإنجليزية)
- إريك أندرسون على موقع ريلجم (الإنجليزية)
- إريك أندرسون على موقع بروبوليرز (الإنجليزية)
- إريك أندرسون على موقع سبورتس رفرنس (الإنجليزية)